# Terremoto de Quetta de 1935
El terremoto de Quetta de 1935 fue un terremoto que ocurrió el 31 de mayo de 1935 a las 02:32 en Quetta, Baluchistán, India británica, cerca de la frontera con el sur de Afganistán. El terremoto tuvo una magnitud de 7,7y entre 30.000 y 60.000 personas murieron a causa del impacto.Fue registrado como el terremoto más mortífero que azotó el sur de Asia hasta 2005.El terremoto tuvo su epicentro a 4 kilómetros al suroeste de Ali Jaan, Baluchistán, India británica.
Quetta y sus ciudades vecinas se encuentran en la región sísmica más activa de Pakistán, encima de las fallas de Chaman y de Chiltan. El movimiento en la falla de Chamanprovocó un terremoto temprano en la mañana del 31 de mayo de 1935 a las 02:32y duró tres minutos con continuas réplicas. Aunque no había instrumentos lo suficientemente buenos para medir con precisión la magnitud del terremoto, las estimaciones modernas citan la magnitud como mínimo de 7,7 y las estimaciones anteriores de 8,1 ahora se consideran una sobreestimación. Se estableció que el epicentro del terremoto se encontraba a 4 kilómetros al suroeste de la ciudad de Ali Jaan en Baluchistán, a unos 153 kilómetros de Quetta en la India británica. El terremoto causó destrucción en casi todas las localidades cercanas a Quetta, incluida la propia ciudad, y los temblores se sintieron hasta Agra, ahora en la India. La réplica más grande se midió más tarde en 5,8 y se produjo el 2 de junio de 1935.Sin embargo, la réplica no causó ningún daño en Quetta, pero las ciudades de Mastung, Maguchar y Kalat resultaron gravemente afectadas.

## Secuelas

### Víctimas
La mayoría de las víctimas reportadas ocurrieron en la ciudad de Quetta. Los borradores iniciales del comunicado emitido por el gobierno estimaban un total de 25.000 personas enterradas bajo los escombros, 10.000 supervivientes y 4.000 heridos. La ciudad sufrió graves daños y fue preparada inmediatamente para ser sellada bajo vigilancia militar con asesoramiento médico.Todas las aldeas entre Quetta y Kalat fueron destruidas y los británicos temían que las bajas fueran mayores en las ciudades circundantes; más tarde se estimó que no estaba ni cerca del daño causado en Quetta.
La infraestructura resultó gravemente dañada. La zona del ferrocarril fue destruida y todas las casas fueron arrasadas a excepción de la Casa de Gobierno que quedó en ruinas. Una cuarta parte del área de Cantonment quedó destruida y el equipo militar y la guarnición de la Royal Air Force sufrieron graves daños. Se informó que sólo 6 de las 27 máquinas funcionaron después de la actividad sísmica inicial.Un Diario de Regimiento para el 1º Batallón del Regimiento Real de la Reina con base en Quetta publicado en noviembre de 1935 decía:
No es posible describir el estado de la ciudad cuando el batallón la vio por primera vez. Fue arrasado. Los cadáveres yacían por todas partes bajo el sol abrasador y todos los vehículos disponibles en Quetta se utilizaban para el transporte de heridos... A las empresas se les asignaron áreas para retirar a los muertos y heridos. El Cuartel General del Batallón se estableció en la Residencia. Apenas habíamos comenzado nuestro trabajo cuando se nos pidió que aportáramos un grupo de cincuenta hombres, que luego se aumentaron a cien, para cavar tumbas en el cementerio.

### Esfuerzos de rescate
En los días siguientes al suceso se produjeron enormes pérdidas en la ciudad, y muchas personas enterradas bajo los escombros aún estaban vivas. Los regimientos del ejército británico estuvieron entre los que ayudaron en los esfuerzos de rescate,y el sargento Alfred Lungley de la 24.ª Brigada de Montaña obtuvo la Medalla Empire Gallantry por su mayor valentía.En total, se otorgaron ocho medallas Albert, nueve medallas a la galantería del Imperio y cinco medallas del Imperio Británico por servicio meritorio por el esfuerzo de rescate, la mayoría a soldados británicos e indios.
El clima no ayudó y el calor abrasador del verano empeoró las cosas. Se recuperaron y enterraron cuerpos de europeos y anglo-indios en un cementerio británico donde los soldados habían cavado trincheras. Los padres realizaron el servicio de entierro a toda prisa, y los soldados cubrieron rápidamente las tumbas.A otros los sacaron de la misma manera y los llevaron a un shamshāngāht cercano para que sus restos fueran cremados.
Mientras los soldados excavaban entre los escombros en busca de señales de vida, el gobierno envió instrucciones a la administración de Quetta para construir una ciudad de tiendas de campaña para albergar a los sobrevivientes sin hogar y brindar refugio a sus rescatistas. Se trajo un nuevo suministro de toallas sanitarias medicadas para que los soldados se cubrieran la boca mientras cavaban en busca de cadáveres por temor a la propagación de enfermedades a partir de los cadáveres enterrados debajo.

### Importancia
El desastre natural se ubica como el 23º terremoto más mortífero en todo el mundo hasta la fecha. A raíz del terremoto de Cachemira de 2005, el director general del Departamento Meteorológico de Islamabad, Chaudhry Qamaruzaman, citó el terremoto como uno de los cuatro terremotos más mortíferos que haya experimentado la región del sur de Asia; los otros fueron el terremoto de Cachemira en 2005, el terremoto de Baluchistán de 1945 y el terremoto de Kangra de 1905.

### Supervivientes notables
El científico espacial y educador indio Yash Pal, que entonces tenía ocho años, quedó atrapado debajo de los restos del edificio, junto con sus hermanos, y fue rescatado.